# Бах, Наталия Алексеевна
Ната́лия Алексе́евна Бах (2 мая 1895, Женева, Швейцария — 13 февраля 1979) — советский радиационный химик, лауреат премии Совета Министров СССР (1950), председатель секции радиационной химии Научного совета по химии высоких энергий при Отделении общей и технической химии Академии наук СССР (1968—1988), член Научного совета Академии наук СССР по комплексной проблеме «Радиобиология» (1961), основоположница советской (российской) радиационной химии.

## Биография
Наталия Алексеевна Бах родилась в Женеве в семье А.Н.Баха 2 мая 1895 году. В детстве обучалась в скрипичном классе музыкальной школы при Женевской консерватории и в "Русской школе" в Женеве, основанную И.И.Фидлером, затем поступила во второй (девятый) класс Женевской мужской реальной гимназии, после окончания которой в 1912 году получила аттестат зрелости, который дал ей право на поступление в университет без вступительных экзаменов. В 1913—1916 годы посещала студенческий кружок для русских студентов под руководством А.М.Чернявского, где изучала высшую математику и теоретическую физику, в 1914 поступила на химическое отделение физико-математического факультета Женевского университета. В 1918 году переехала в Лозанну для работы над диссертацией по коллоидной химии о флокулирующей  способности различных ионов в коллоидных растворах,, после защиты которой в 1920 году окончила университет, получив степень доктора естественных наук по химии в качестве основной дисциплины, по физике и математике в качестве дополнительных.
В 1920 году приехала в Москву, где была зачислена на должность лаборантки I разряда в Центральную химическую лабораторию ВСНХ (преобразована в Химический институт им. Л.Я.Карпова, позже в Научно-исследовательский физико-химический институт им. Л.Я.Карпова), где впоследствии работала  младшим химиком, химиком, старшим химиком, заместителем заведующего лабораторией сначала в лаборатории А.Н. Баха по действию ферментов и отравлению катализаторов, затем в лабораториях Н.А.Изгарышева и А.Н.Фрумкина. В 1927 году перешла в отдел поверхностных явлений НИФХИ им. Л.Я.Карпова, возглавляемый А.Н.Фрумкиным.
В 1935 году Высшая аттестационная комиссия утвердила Наталию Алексеевну Бах в учёной степени кандидата химических наук без публичной защиты диссертации, после чего в 1936 году Бах была назначена заместителем заведующего отделом поверхностных явлений НИФХИ им. Л.Я.Карпова. В 1937 была утверждена членом Учёного совета НИФХИ им. Л.Я.Карпова.
В 1938 вошла в состав редколлегии журнала "Acta physicochimica URSS".
В 1941 переведена в Коллоидно-электрохимический институт АН СССР (КЭИН) (позже переименнованом в Институт физической химии и электрохимии имени А.Н.Фрумкина), где назначена заместителем заведующего лабораторией электродных процессов, в том же году утверждена членом Учёного совета института.
В годы войны занималась выполнением специальных оборонных заданий, связанных с разработкой составов горючих смесей для бутылкометов, за которые в 1944 году была премирована Президиумом АН СССР денежной премией. В мае 1943 вошла в состав академической комиссии по оказанию помощи Сталинграду.
В том же 1943 году решением Высшей аттестационной комиссии Наталии Алексеевне Бах присудили учёную степень доктора химических наук на основании защиты в НИФХИ им. Л.Я.Карпова диссертации "Электрокинетические явления и строение двойного слоя".
В 1946 году решением Высшей аттестационной комиссии была утверждена в учёном звании профессора по специальности "физическая химия", после чего назначена заведующим лабораторией и заместителем заведующего отделом Института физической химии АН СССР (до 1945 г. - КЭИН).
В 1950 году была награждена премией Совета Министров СССР.
В 1950 году утверждена в должности профессора Московского государственного университета им. М.В.Ломоносова, после чего в том же году начала читать на химическом факультете курс лекций по радиационной химии. В 1954 году была назначена заведующей лабораторией радиационной химии при кафедре электрохимии химического факультета.
В 1958 году была переведена в штат Института электрохимии АН СССР (ИЭЛАН) на должность заведующего лабораторией радиационной химии.
В 1961 году была утверждена членом Научного совета АН СССР по комплексной проблеме "Радиобиология", в 1963 стала членом оргкомитета Симпозиума по элементарным процессам химии высоких энергий в Мозжинке (Московская область). В 1965 году в её лаборатории радиационной химии была сконструирована первая в СССР установка импульсного радиолиза, создание которой имело огромное значение для изучения важнейших закономерностей первичных радиационно-химических процессов, природы и физико-химические свойств основных короткоживущих частиц. В 1966 году Н.А.Бах было присвоено звание заслуженного деятеля науки и техники РСФСР за заслуги в области физхимии и многолетнюю педагогическую деятельность.
После основания в 1967 году журнала "Химия высоких энергий", одним из создателей которого Н.А.Бах была, вошла в состав его редколлегии и продолжала деятельность до самой смерти. В 1968 году стала соредактором международного журнала "International Journal for Radiation Physics and Chemistry". В том же году назначена председателем секции радиационной химии Научного совета АН СССР по химии высоких энергий, а также стала членом комиссии по прикладной радиационной химии при ГКНТ Совета министров СССР.
В 1972 году была переведена на должность старшего научного сотрудника с исполнением обязанностей заведующего лабораторией радиационной химии ИЭЛАН на общественных началах. В 1974 году была назначена руководителем радиационной химии Научного совета по химии высоких энергий при Отделении общей и технической химии АН СССР.
В 1975 году Н.А.Бах была награждена Орденом Трудового Красного Знамени, а уже в следующем году одновременно с выходом на пенсию её зачислили на должность старшего научного сотрудника-консультанта отдела радиационной химий.
В 1979 году скончалась от повторного инфаркта на восемьдесят пятом году жизни. Похоронена на Новодевичьем кладбище.

## Научная деятельность

### Электрохимия и коллоидная химия
Выпускная диссертация Наталии Алексеевны Бах в Женевском университете была посвящена исследованию флокулирующей способности ионов в коллоидных растворах.
В первых работах Наталии Алексеевны Бах в новообразованной Центральной химической лаборатории ВСНХ было изучено действия ферментов и механизмов отравления катализаторов, а также разработке способов получения гидросульфита и его производных. Но уже в 1927 году она занялась исследованиями электрокинетических процессов, в ходе которых была установлена связь между коллоидным и электрохимическим поведением различных систем, получены водородные золи платины с положительным и отрицательным электрическим зарядом. Параллельно с исследованиями в области электрохимии Наталией Алексеевной Бах были изучены механизмы активации угля и окисления высокотемпературного графита. После в 1934 году на 6-й физико-химической конференции НИФХИ был представлен её доклад "О зависимости стабильности угольных суспензий от газового заряда".
В 1938-1940 принимала участие в работах по изучению механизма действия графита и сажи в элемента Лекланше и о специальной структуре сажи, необходимой для протекания электрохимических процессов, а также определены условия производства сажи для элементов, что помогло замещению в промышленности импортной сажи для элементов Лекланше на отечественную.
В 1943 году защитила диссертацию "Электрокинетические явления и строение двойного слоя", после чего ей была присуждена степень доктора химических наук.

### Радиационная химия
После войны Наталией Алексеевной Бах были начаты исследования в новом направлении, позже названном радиационной химией. Под её руководством были начаты первые в СССР исследования химического действия ионизирующих излучений, изучены процессы радиолиза водных растворов, индивидуальных органических соединений и высокомолекулярных соединений. Для водных растворов кислородсодержащих анионов были исследованы закономерности радиационных превращений, установлен механизм образования молекулярных продуктов радиолиза. Работы по радиолизу органических соединений также помогли выяснить основные закономерности радиационных превращений, кроме того, был установлен характер действия ионизирующего излучения в различных диапазонах температуры, а также были проведены работы по радиационно-техническому модифицированию полимеров. Позже на результатах этих исследований были основаны новые самостоятельные разделы радиационной химии: радиационная химия воды и водных растворов, радиационное окисление и радиолиз органических соединений.
В 1954 году МГУ при кафедре электрохимии химического факультета  была создана лаборатория радиационной химии, заведующей которой была назначена Наталия Алексеевна Бах. Позже в 1965 году под её руководством в лаборатории радиационной химии Института электрохимии АН СССР была сконструирована первая в СССР установка импульсного радиолиза, что помогло изучить основные закономерности первичных радиационно-химических процессов, а также природу и физико-химические свойства основных короткоживущих частиц.
В 1950 году начала читать на химическом факультете МГУ первый (и в то время единственный) в мире курс лекций по радиационной химии.

## Награды
- 1944 — "Денежная премией и ордер на модельные туфли за успешную производственную работу в 1943/44 гг.", выданные по приказу директора КЭИНа.
- 1944 — "Денежная премия за успешную работу и инициативу, проявленную при выполнении специальных оборонных заданий", присуждена Президиумом АН СССР.
- 1945 — Орден Красной Звезды.
- 1946 — Медаль "За доблестный труд в Великой Отечественной войне 1941—1945 гг.".
- 1948 — Медаль "В память 800-летия Москвы".
- 1950 — Премия Совета Министров СССР (1950).
- 1951 — Орден "Знак Почёта" за успешное выполнение специального задания правительства.
- 1954 — Орден Ленина за выслугу лет и безупречную работу.
- 1966 — звание Заслуженного деятеля науки и техники РСФСР за труды в области физической химии и многолетнюю плодотворную педагогическую деятельность
- 1970 — Медаль "За доблестный труд в ознаменование 100-летия со дня рождения В.И. Ленина".
- 1975 — Орден Трудового Красного Знамени.
- 1978 — Медаль "Ветеран труда".

## Семья
- Отец — Алексей Николаевич Бах (1857-1946), советский биохимик и физиолог растений, академик Академии наук СССР.
- Мать —  Александра Александровна Червен-Водали (1867-1950), врач.
  - Сестра — Ирина Алексеевна Бах (1901—1991), доктор исторических наук.[2]

## Память
- 13 мая 1985 года на химическом факультете МГУ проведены первые научные чтения памяти профессора Н.А. Бах (Баховские чтения). В последующее время они проводятся ежегодно в мае.
- В мае 1995 года в ИЭЛАНе прошло Совещание по радиационной химии, посвящённое 100-летию со дня рождения Наталии Алексеевны Бах.
- Н.А. Бах посвящена статья в Московской Правде от 08.07.2014.[6]